# Airco DH.12
L'Airco DH.12 Day Bomber fu un bombardiere biplano bimotore sviluppato dall'azienda britannica Airco alla fine degli anni dieci del XX secolo e rimasto allo stadio progettuale.
Progettato per sostituire l'obsoleto bombardiere Airco DH.10, fu concepito per essere equipaggiato con una coppia di motori radiali ABC Dragonfly, ma dimostratosi non all'altezza del suo compito il suo sviluppo fu abbandonato.

## Storia del progetto
Nei tardi anni dieci l'Aircraft Manufacturing Company commissionò all'Airco un nuovo bombardiere biplano diurno destinato a rilevare nei reparti operativi della Royal Air Force (RAF) il precedente modello DH.10. Tra le specifiche richieste vi era l'utilizzo del nuovo motore 9 cilindri radiale ABC Dragonfly, che dalle specifiche progettuali prometteva prestazioni eccellenti tanto da essere commissionato in gran numero dalle autorità militari britanniche.
Il progetto venne affidato a Geoffrey de Havilland che sviluppò due progetti paralleli, il DH.11 Oxford ed il DH.12 Day Bomber, che condividevano buona parte delle componenti realizzate completamente in legno, dalla fusoliera lunga e rifinita in grado di offrire un grande campo visivo agli artiglieri a bordo. La differenza più palese tra i due modelli era la collocazione della postazione aperta del mitragliere medio-superiore, nel primo dietro il bordo di uscita dell'ala superiore, sul secondo spostato in avanti tra i longheroni della stessa. La variante introdotta nel DH.12 avrebbe fornito una migliore visibilità al puntatore a scapito però della protezione dagli attacchi posteriori e ventrali.
Il prototipo del DH.11 venne portato in volo per la prima volta nel gennaio 1919 ma la motorizzazione sì rivelò estremamente carente ed al di sotto delle specifiche promesse. Il velivolo risultava ingestibile per via delle basse prestazioni dei motori, soggetti a forte surriscaldamento e ad intense vibrazioni che si ripercuotevano sulla cellula. I due prototipi non vennero quindi avviati alla costruzione e l'intero programma di sviluppo venne annullato.